# Episodi di Mad Men (quarta stagione)
La quarta stagione della serie televisiva Mad Men è stata trasmessa in prima visione negli Stati Uniti da AMC dal 25 luglio al 17 ottobre 2010.
In Italia è stata trasmessa in prima visione satellitare da FX dal 2 dicembre 2010 al 24 febbraio 2011.
Attualmente sono in corso le repliche della serie su Rai 4.
| nº | Titolo originale                | Titolo italiano                  | Prima TV USA      | Prima TV Italia  |
| -- | ------------------------------- | -------------------------------- | ----------------- | ---------------- |
| 1  | Public Relations                | Pubbliche relazioni              | 25 luglio 2010    | 2 dicembre 2010  |
| 2  | Christmas Comes But Once a Year | L'ospite inatteso                | 1º agosto 2010    | 9 dicembre 2010  |
| 3  | The Good News                   | La buona novella                 | 8 agosto 2010     | 16 dicembre 2010 |
| 4  | The Rejected                    | Focus Group                      | 15 agosto 2010    | 23 dicembre 2010 |
| 5  | The Chrysanthemum and the Sword | La spada e il crisantemo         | 22 agosto 2010    | 30 dicembre 2010 |
| 6  | Waldorf Stories                 | Il premio                        | 29 agosto 2010    | 6 gennaio 2011   |
| 7  | The Suitcase                    | Buon compleanno                  | 5 settembre 2010  | 13 gennaio 2011  |
| 8  | The Summer Man                  | Il diario                        | 12 settembre 2010 | 20 gennaio 2011  |
| 9  | The Beautiful Girls             | Le ragazze della Sterling Cooper | 19 settembre 2010 | 27 gennaio 2011  |
| 10 | Hands and Knees                 | Indagini                         | 26 settembre 2010 | 3 febbraio 2011  |
| 11 | Chinese Wall                    | Piani di sopravvivenza           | 3 ottobre 2010    | 10 febbraio 2011 |
| 12 | Blowing Smoke                   | Fumo negli occhi                 | 10 ottobre 2010   | 17 febbraio 2011 |
| 13 | Tomorrowland                    | Guardare al futuro               | 17 ottobre 2010   | 24 febbraio 2011 |

## Pubbliche relazioni
- Titolo originale: Public Relations
- Diretto da: Phil Abraham
- Scritto da: Matthew Weiner

### Trama
Novembre 1964 (un anno dopo il termine della terza stagione). Don Draper viene intervistato da un reporter dell'Advertising Age ma, di fronte a domande personali, si mantiene molto riservato: il risultato è un articolo poco soddisfacente per l'immagine della Sterling Cooper Draper Pryce.
Pete e Peggy ingaggiano due attrici perché, al mercato, fingano di litigare per accaparrarsi del prosciutto della marca Sugarberry Ham, che l'agenzia sta pubblicizzando. La cosa sembra funzionare, ma poi le due donne finiscono per accapigliarsi per davvero e l'una denuncia l'altra; Peggy chiama Don in aiuto per avere del denaro per la cauzione e per mettere a tacere la cosa, e viene da lui criticata per questi metodi ben poco ortodossi.
Nel frattempo, l'avvocato di Don gli consiglia di fare pressioni affinché Betty e Henry lascino la casa, di sua proprietà, ma Don preferisce non esacerbare gli animi. Roger Sterling organizza per lui un appuntamento con un'amica di sua moglie Jane, Bethany: i due passano una piacevole serata, ma la ragazza alla fine non gli concede più di un bacio. Contemporaneamente Don frequenta anche una prostituta che, su sua richiesta, lo schiaffeggia violentemente mentre copulano.
Un cliente dell'agenzia lascia la Sterling Cooper Draper Pryce perché Don, nell'intervista, non l'ha nominato: Lane Pryce sottolinea che, a seguito di ciò, ora il loro cliente più importante, la Lucky Strike, costituisce ben il 71% del totale dei loro affari, rendendoli pericolosamente dipendenti da quest'unico account.
Betty e i bambini passano il giorno del ringraziamento a casa della madre di Henry, ma Sally si comporta male e anche la madre di lui, Pauline, è critica verso la scelta del figlio di risposarsi. Tra madre e figlia vi sono poi ulteriori screzi quando Sally cerca di telefonare al padre, Don, nel cuore della notte. Quindi anche fra Don e Betty sale la tensione quando egli chiede che lei e Henry si trasferiscano finalmente da casa sua: mentre Henry ritiene che Don abbia ragione, Betty vorrebbe evitare ai bambini altri sconvolgimenti.
Don rilascia un'altra intervista, stavolta al Wall Street Journal, in cui, imparata la lezione della precedente esperienza, abbandona riserbo e modestia e assume un atteggiamento molto più sfacciato.
- Guest star: Robert Morse (Bertram Cooper), Christopher Stanley (Henry Francis)

## L'ospite inatteso
- Titolo originale: Christmas Comes But Once a Year
- Diretto da: Michael Uppendahl
- Scritto da: Tracy McMillan e Matthew Weiner

### Trama
Si avvicina il Natale: mentre Don chiede alla sua segretaria, Allison, di acquistare dei regali per i suoi figli, Lane ordina che il party dell'agenzia sia fatto in tono minore per tagliare le spese. Viene riassunta una vecchia conoscenza, Freddy Rumsen (che era stato licenziato dalla Sterling Cooper nella seconda stagione per la sua dipendenza dall'alcol), ormai completamente guarito dalla sua malattia: Peggy è molto felice di rivederlo, anche se le idee antiquate dell'amico, soprattutto sulla concezione della donna, un po' la urtano.
Sally e Glen Bishop stringono amicizia, ma Betty non ne è affatto contenta. Un istituto di ricerca sui consumatori offre i suoi servizi alla Sterling Cooper Draper Pryce, nella persona della dott.ssa Faye Miller, che inizia sottoponendo ai membri dello staff un questionario con domande personali per aiutare a conoscersi meglio: Don si rifiuta di compilarlo.
Roger Sterling riceve una telefonata inaspettata da Lee Garner Jr. della Lucky Strike ed è praticamente obbligato a invitare il cliente al party natalizio dell'agenzia, che a questo punto, vista la presenza inattesa, dovrà essere in tutta fretta trasformato da festicciola al risparmio a festa in grande scala.
Peggy frequenta un ragazzo di nome Mark, il quale pensa erroneamente che lei sia ancora vergine e vorrebbe convincerla a fare l'amore con lui; Peggy non lo corregge, ma non sembra molto convinta.
La sera, Glen e un amico entrano nella casa di Betty e Henry e la mettono a soqquadro: la stanza di Sally viene però risparmiata, e Glen vi lascia un regalino che consentirà alla ragazzina di capire chi è stato. Contemporaneamente, al party della Sterling Cooper Draper Pryce, all'arrivo di Lee Garner Jr., si scatenano le danze: l'uomo, consapevole dell'enorme importanza della Lucky Strike per l'agenzia, sa di potersi permettere tutto quello che vuole, e ne approfitta per umiliare sottilmente Roger di fronte a tutti, costringendolo ad indossare il costume di Babbo Natale e prendendolo in giro. Roger deve fare buon viso a cattivo gioco e accettare col sorriso sulle labbra. Alla festa vi è anche un chiarimento tra Don e la dott.ssa Miller, quindi l'uomo, ubriaco, fa ritorno al suo appartamento: si accorge però di aver dimenticato le chiavi in ufficio e telefona alla segretaria Allison perché gliele porti: quando la ragazza arriva, i due finiscono per copulare. Il giorno seguente, in ufficio, Allison rimane però fortemente delusa quando Don le fa capire che quello che c'è stato fra loro non conta nulla per lui. Peggy accetta alla fine di andare a letto con Mark, ma semplicemente perché non vuole rimanere da sola la notte di Capodanno.
- Guest star: Robert Morse (Bertram Cooper), Christopher Stanley (Henry Francis), Joel Murray (Freddy Rumsen), Alison Brie (Trudy Campbell), Cara Buono (Faye Miller)

## La buona novella
- Titolo originale: The Good News
- Diretto da: Jennifer Getzinger
- Scritto da: Jonathan Abrahams e Matthew Weiner

### Trama
Joan si sottopone a una visita ginecologica e viene rassicurata sul fatto che, sebbene in passato abbia avuto due aborti, lei e suo marito Greg potranno avere figli. Quindi, in ufficio, chiede a Lane un periodo di ferie a gennaio, per stare insieme al marito, prossimo a partire per il Vietnam, ma questi non glielo concede. Don si reca a Los Angeles per far visita alla sua cara amica Anna Draper, e conosce la sorella di lei, Patty, e la nipote, la giovane Stephanie. Don, Anna e Stephanie escono insieme la sera, Don parla all'amica del suo divorzio da Betty, ma, rimasto solo con Stephanie, riceve la tremenda notizia che Anna ha un cancro in fase terminale, e che i suoi parenti hanno deciso di non dirle nulla: seppure dubbioso e devastato dalla notizia, Don accetta di mantenere il segreto.
A New York, un errore della segretaria di Lane fa sì che a Joan sia recapitato, invece che un messaggio di scuse per la recente discussione avuta, un mazzo di fiori con un biglietto dal tono più intimo, che invece l'uomo aveva indirizzato alla moglie, e viceversa. Questo equivoco causa a Lane incomprensioni con la consorte, Rebecca, tanto che egli cancella un viaggio a Londra per andarla a trovare che aveva programmato; al ritorno di Don dalla California, i due uomini decidono di passare una serata insieme. Nel corso di essa, Lane ammette di non avere più intenzione di riunirsi con la famiglia in Inghilterra, perché vivere a New York gli piace molto. Infine, i due trascorrono la notte in compagnia di due prostitute.
- Guest star: Sam Page (Greg Harris), Melinda Page Hamilton (Anna Draper)

## Focus Group
- Titolo originale: The Rejected
- Diretto da: John Slattery
- Scritto da: Keith Huff e Matthew Weiner

### Trama
Per la campagna pubblicitaria di una crema cosmetica per la pelle, Peggy suggerisce un focus group condotto dalla dott.ssa Faye Miller cui parteciperanno le segretarie dell'agenzia. La stessa campagna, inoltre, genera un conflitto di interessi con quella della concorrente Clearasil, l'azienda in cui lavora il suocero di Pete, Tom: Roger e Lane informano dunque Pete che, poiché la Clearasil è meno redditizia per la Sterling Cooper Draper Pryce, dovrà comunicare al suocero che l'agenzia ha deciso di terminare il rapporto.
Peggy fa amicizia con Joyce, una ragazza anticonformista e con talento per la fotografia, omosessuale, che lavora per la rivista Life: Joyce la invita a un party alternativo.
Prima che Pete possa parlare al suocero di affari, questi lo anticipa congratulandosi per l'ottima notizia che ha saputo dalla figlia: Trudy, la moglie di Pete, è incinta. Pete, che ancora non ne era a conoscenza, reagisce con grande gioia, ma non ha poi il coraggio di dire subito a Tom della Clearasil. Corre a casa ad abbracciare la moglie, ma non può impedire che gli torni in mente che non sarà la prima volta che diventerà padre (ha già avuto un figlio illegittimo dalla sua relazione extraconiugale con Peggy, che però non ha mai conosciuto perché la ragazza ha deciso di darlo in adozione).
Mentre Don, Freddy e Peggy osservano non visti la scena, Faye e le segretarie discutono sul perché le donne desiderino apparire belle, se per sentirsi bene con sé stesse o per suscitare reazioni negli uomini. Allison, che poco tempo prima è stata sedotta e poi freddamente scaricata da Don, si mostra a disagio, e infine non riesce a trattenere le lacrime, e lascia la stanza. Peggy prova a consolarla, ma quando capisce, dalle confidenze della ragazza, cosa è successo, e inoltre che Allison è convinta che la stessa cosa sia capitata in passato anche a lei, prende subito le distanze. Allison, non potendo più sopportare di lavorare quotidianamente fianco a fianco con Don, si licenzia, lasciando l'ufficio con una scenata melodrammatica. A sostituirla come segretaria di Don viene chiamata l'anziana e bisbetica Miss Blankenship, così che presumibilmente in futuro non si verifichino più simili incidenti.
Mentre, al party cui è stata invitata da Joyce, Peggy incontra un giovane scrittore di nome Abe Drexler con cui scatta subito una certa attrazione, sebbene egli disprezzi il mondo della pubblicità, a casa sua Pete riesce a costringere il suocero Tom ad assicurargli, ora che la Clearasil è persa, la pubblicità per tutti i prodotti della Vicks Chemical.
Il giorno dopo, in ufficio, Peggy viene a sapere che Pete e Trudy avranno un bambino: facendosi forza, si reca da Pete per congratularsi, ed egli la ringrazia, imbarazzato ed emozionato. Più tardi, i due si incrociano di nuovo nell'ingresso dell'agenzia: Pete sta andando a cena con il suocero e altri manager della Vicks Chemical, mentre Peggy esce per incontrare Joyce e i suoi amici. I due ex amanti si scambiano un lungo, affettuoso sguardo senza parole mentre si dirigono per strade diverse.
- Guest star: Cara Buono (Faye Miller), Zosia Mamet (Joyce Ramsay), Charlie Hofheimer (Abe Drexler)

## La spada e il crisantemo
- Titolo originale: The Chrysanthemum and the Sword
- Diretto da: Lesli Linka Glatter
- Scritto da: Erin Levy

### Trama
Pete organizza un incontro con i rappresentanti della Honda: Roger, che ha combattuto nel Pacifico durante la seconda guerra mondiale, è fortemente contrario a fare affari con i giapponesi, ma Cooper, Don e Pete ribattono che la guerra è finita vent'anni prima. Per familiarizzare con le usanze e la mentalità giapponesi, Pete si prepara leggendo il saggio Il crisantemo e la spada di Ruth Benedict.
Don lascia Sally e Bobby in custodia alla sua vicina di casa, Phoebe, per uscire a cena con Bethany: al ristorante incontra Ted Chaough, un creativo di un'agenzia pubblicitaria concorrente, anch'essa interessata a fare affari con la Honda. Durante la sua assenza, Sally, eludendo la sorveglianza della baby-sitter, si taglia i capelli da sola maldestramente: quando Betty lo viene a sapere, si arrabbia con la figlia e con Don, ma Henry la prega di moderare la sua reazione.
In ufficio, Cooper, Don e Pete parlano con i rappresentanti della Honda: questi spiegano le regole che hanno imposto alle varie agenzie contattate per poter partecipare alla "gara" per assicurarsi il contratto. Giunge inaspettato Roger, che non era stato avvisato, che insulta pesantemente gli ospiti. Quando questi se ne sono andati, Cooper, Don e Pete attaccano vivacemente Roger per il suo inqualificabile comportamento: Pete accusa Roger di aver sabotato apposta quell'incontro da lui organizzato perché così la Sterling Cooper Draper Pryce continuerà a dipendere prevalentemente dall'unico cliente di Roger, la Lucky Strike.
Sally continua ad avere comportamenti problematici, e Henry suggerisce a Betty di rivolgersi a uno psicologo infantile. Quando viene chiesto il suo parere, però, Don non è affatto d'accordo. L'uomo ha quindi un'idea per vincere la competizione con le altre agenzie per la Honda: la Sterling Cooper Draper Pryce non ha i soldi per girare uno spot, ma farà credere che sia questo il suo intento: tutti gli altri, Ted Chaough della CGC in testa, faranno subito la stessa cosa, con ciò violando le regole della competizione, che vietavano di presentare prodotti finiti: fidando sul tradizionale senso dell'onore dei giapponesi, Don è convinto che non violeranno mai le norme che essi stessi hanno imposto. Don parla poi alla dott.ssa Miller dei problemi che lui e la sua ex moglie stanno avendo con Sally, ormai quasi adolescente. Nel frattempo anche Betty si rivolge a una specialista, la dott.ssa Edna Keener, che accetta di vedere la ragazzina.
La mossa rischiosa di Don si rivela vincente: come aveva previsto, la Sterling Cooper Draper Pryce, avendo rispettato le regole a differenza degli altri concorrenti, è l'agenzia prescelta dai giapponesi della Honda. Roger non è contento, ma Joan gli consiglia di smettere di autocommiserarsi.
- Guest star: Robert Morse (Bertram Cooper), Christopher Stanley (Henry Francis), Cara Buono (Faye Miller), Kevin Rahm (Ted Chaough)

## Il premio
- Titolo originale: Waldorf Stories
- Diretto da: Scott Hornbacher
- Scritto da: Brett Johnson e Matthew Weiner

### Trama
Danny Siegel, cugino di Jane, la moglie di Roger, aspirante copywriter, vorrebbe lavorare alla Sterling Cooper Draper Pryce: presenta a Don e Peggy alcune sue idee per degli slogan, che però sono variazioni della stessa identica frase: Don ovviamente non lo assume, ma Roger gli ricorda che sua moglie ci tiene molto. Peggy ha problemi ad andare d'accordo con il nuovo direttore artistico, Stan Rizzo, che non fa che stuzzicarla dandole della repressa e della suorina.
Roger sta dettando al registratore la sua autobiografia: in un flashback, ricorda il suo primo incontro con Don, che all'epoca lavorava in un negozio di pellicce. Roger voleva acquistarne una per la sua amante Joan, e Don, saputo che il cliente dirige un'agenzia pubblicitaria, riesce con insistenza a sottoporgli alcune sue idee.
Stanno per assegnarsi i premi Clio, dedicati ai migliori spot televisivi: fra i candidati anche quello per una cera per pavimenti ideato da Don. Roger, Don, Pete e Joan si recano alla premiazione, che si svolge al Waldorf-Astoria Hotel; nell'attesa, Don e Roger bevono parecchi drink e Pete incontra l'ex collega Ken Cosgrove con un cliente. Lo spot di Don vince, ma non c'è tempo per festeggiare: i quattro vengono avvisati che in agenzia sono arrivati dei clienti che si aspettano una presentazione. Esaltato dal successo e ancora un po' alticcio, Don propone loro alcuni slogan, tra cui senza accorgersene inserisce anche quello ascoltato da Danny Siegel, ed è proprio quello ad essere accettato: Peggy cerca di avvisarlo che sta usando un'idea non sua, ma Don non l'ascolta, e anzi le ordina di chiudersi in una stanza d'albergo assieme a Stan e uscirne solo quando avranno trovato delle idee per la campagna della Vicks Chemical. Lì, Stan continua a prenderla in giro, ma rimane ammutolito e ridicolizzato quando la ragazza lo sfida spogliandosi dei vestiti e invitandolo, visto che egli si vanta di essere tanto anticonformista, a fare altrettanto.
Pete viene a sapere da Lane che a breve Ken Cosgrove sarà assunto alla Sterling Cooper Draper Pryce e lavorerà fianco a fianco con lui: Pete, che si è sempre sentito in competizione con Ken quando lavoravano assieme, non è affatto contento.
Don festeggia la vittoria del premio con abbondante alcol: va a letto con una donna appena conosciuta, ma, quando viene svegliato dallo squillare del telefono, accanto a lui c'è un'altra donna (che addirittura lo chiama "Dick", cioè col suo vero nome): al telefono c'è la sua ex moglie, Betty, e parlando con lei Don scopre di aver perso un intero giorno, non ricorda nulla di quanto gli è successo. Più tardi, viene a trovarlo Peggy, che riesce finalmente a dirgli che lo slogan che ha venduto ai clienti non è suo, ma di Danny Siegel: l'unica soluzione, allora, è assumerlo.
- Guest star: Cara Buono (Faye Miller), Kevin Rahm (Ted Chaough), Danny Strong (Danny Siegel), Mark Moses (Herman "Duck" Phillips)

## Buon compleanno
- Titolo originale: The Suitcase
- Diretto da: Jennifer Getzinger
- Scritto da: Matthew Weiner

### Trama
È il 25 maggio 1965, giorno dell'attesissimo match fra i due pugili Muhammad Ali e Sonny Liston, e anche del ventiseiesimo compleanno di Peggy. Peggy, Stan, Danny e un altro giovane creativo di nome Joey stanno lavorando a uno spot per le valigie Samsonite; la ragazza riceve un regalo dall'ex amante Duck Phillips: al telefono, l'uomo le rivela di aver ripreso a bere.
Stephanie, la nipote di Anna Draper, prova a chiamare Don dalla California, ma egli non accetta la telefonata. L'uomo rinuncia ad andare all'incontro di pugilato per rimanere in ufficio la notte a lavorare per lo spot Samsonite. All'orario di chiusura, Peggy si prepara per uscire: il suo fidanzato, Mark, l'aspetta al ristorante per una cenetta. Nel bagno dell'ufficio, ha la sgradita sorpresa di incontrare Trudy, la moglie di Pete, che ormai sfoggia raggiante un bel pancione. Prima che la ragazza possa andare via, Don la blocca, ordinandole di rimanere con lui per finire il lavoro. Peggy è costretta a telefonare a Mark per dirgli che ritarderà: non sa però che il ragazzo, per farle una sorpresa, ha invitato anche la madre, la sorella e il cognato di Peggy. La ragazza cerca di sbrigarsela al più presto, ma, non vedendola arrivare, Mark telefona in ufficio e le dice che la stanno aspettando in quattro già seduti al tavolo: Peggy promette di partire subito, ma Don la trattiene. La ragazza è costretta a chiamare di nuovo il fidanzato, ma i due finiscono per litigare e addirittura per lasciarsi al telefono. Peggy, arrabbiata, dice a Don che la colpa è anche sua, e i due discutono anche sul fatto che, secondo la ragazza, l'uomo non l'ha ringraziata a sufficienza per il suo apporto nella creazione dello spot per cui Don ha vinto il premio. Poi scappa piangente in bagno. Dopo pochi minuti, Don la chiama nel suo ufficio, e i due stemperano la tensione facendosi quattro risate ascoltando la registrazione dell'autobiografia di Roger trovata casualmente da Don, piena di aneddoti piccanti. Peggy riflette che in fondo con Mark non poteva funzionare: lei si aspettava una cenetta intima per il suo compleanno, e lui invece invita tutta la sua famiglia, con cui ella non va affatto d'accordo, segno che la conosce molto poco. Don e Peggy vanno a mangiare qualcosa in un locale, e poi a bere in un bar, dove una radio trasmette la cronaca del match, scambiandosi confidenze: la ragazza commenta con amara ironia che in ufficio sono tutti convinti che abbia ottenuto il suo posto solo perché è andata a letto con lui. Il discorso passa poi sul figlio di Peggy: la ragazza rivela che la sua famiglia è convinta che il padre sia Don, visto che era stato l'unico a venire a trovarla in ospedale. Don le chiede se sappia di chi sia il bambino, ed ella risponde: "Certo". Confessa anche di provare a non pensarci, ma a volte il pensiero del figlio dato in adozione le ritorna alla mente all'improvviso, causandole ancora dolore.
Tornati in ufficio, Peggy accompagna in bagno Don, che deve vomitare. Arriva a sorpresa Duck, completamente ubriaco, che fraintende la situazione e pensa che Peggy e Don siano amanti: i due uomini si prendono a pugni. Dopo che Duck se ne è andato, Don ricomincia a bere, di fronte a una Peggy preoccupata e perplessa. Quindi, i due si addormentano sul divano. Durante la notte, Don apre gli occhi e vede davanti a sé l'immagine di Anna con una valigia che lo saluta, e scompare. All'alba, trova finalmente il coraggio di telefonare in California e viene a sapere che Anna è morta durante la notte. Scoppia a piangere, dicendo a Peggy che è morta l'unica persona che lo conosceva veramente, ma la ragazza gli risponde che non è vero.
La mattina, Peggy sta dormendo sul divano del suo ufficio quando Stan la sveglia bruscamente; Don le presenta un'idea per la pubblicità Samsonite ispirata alla vittoria di Muhammad Ali, che Peggy giudica molto buona.
- Guest star: Cara Buono (Faye Miller), Mark Moses (Herman "Duck" Phillips), Alison Brie (Trudy Campbell)

## Il diario
- Titolo originale: The Summer Man
- Diretto da: Phil Abraham
- Scritto da: Lisa Albert, Janet Leahy e Matthew Weiner

### Trama
Don cerca di tenere un diario, per mettere ordine nella sua sempre più problematica vita privata. Al lavoro, Joey litiga con Joan, rivolgendole parole ingiuriose: è un momento particolarmente difficile per la donna, anche perché suo marito Greg sta per partire per il Vietnam. Anche Peggy rimprovera Joey per il suo comportamento poco rispettoso.
Betty e Henry sono a cena in un ristorante con un amico e collega di lui, e notano che ad un altro tavolo sono seduti anche Don e Bethany: Betty non riesce a nascondere il suo nervosismo e più tardi, sulla via di casa, Henry le chiede se non provi ancora qualcosa per l'ex marito.
In ufficio, Joey fa un disegno osceno che prende in giro Joan e Lane: quando Joan lo scopre, non riesce a sapere con certezza chi ne sia l'autore. Anche Peggy lo vede, e chiede a Don di intervenire: questi però le consiglia di cavarsela da sola. Convinta che sia stato Joey, la ragazza va da lui e gli ordina di scusarsi con Joan e, di fronte al suo rifiuto, lo licenzia. Quando lo riferisce a Joan, però, si sente rispondere che così ha solo confermato al ragazzo il pregiudizio che Joan è una segretaria che non conta nulla e Peggy una senza senso dell'umorismo.
Parlando con l'amica Francine, Betty racconta dell'incontro con Don al ristorante e della successiva discussione con Henry: Francine le consiglia di non rovinare il suo matrimonio per colpa di Don. Nel frattempo Don invita a cena la dott.ssa Faye Miller, e a fine serata i due si baciano, ma l'uomo decide di non andare oltre. La domenica seguente, si presenta alla festa di compleanno del suo ultimogenito, il piccolo Gene: Henry è un po' contrariato, ma Betty lo tranquillizza, dicendogli di non preoccuparsi.
- Guest star: Cara Buono (Faye Miller), Christopher Stanley (Henry Francis), Sam Page (Greg Harris), Anna Camp (Bethany Van Nuys), Anne Dudek (Francine Hanson)

## Le ragazze della Sterling Cooper
- Titolo originale: The Beautiful Girls
- Diretto da: Michael Uppendahl
- Scritto da: Dahvy Waller e Matthew Weiner

### Trama
Don e Faye sono ormai amanti. In ufficio, Roger flirta con Joan, che però reagisce offesa: l'uomo apprende dalla segretaria che non è il momento adatto per gli scherzi perché il marito di Joan, Greg, è in partenza per il Vietnam: per farsi perdonare regala a Joan un massaggio rilassante. In un locale assieme a Joyce, Peggy incontra "per caso" Abe, che in realtà ha chiesto alla comune amica di aiutarlo a organizzare quell'incontro. Rimasti da soli, Abe e Peggy parlano, e l'uomo le riferisce che un cliente della Sterling Cooper Draper Pryce, la Fillmore Auto Parts, si rifiuta di assumere persone di colore nei suoi stabilimenti del Sud degli Stati Uniti. Peggy paragona le discriminazioni razziali alle difficoltà che incontrano le donne nel farsi rispettare sul lavoro, Abe fa un commento ironico e Peggy, indispettita, se ne va. Il ragazzo va a trovarla il giorno seguente in ufficio, e le porta un articolo che ha scritto che le parole di lei gli hanno suggerito, chiedendole di leggerlo.
Sally scappa di casa per andare a trovare il padre Don in ufficio: avvisata al telefono dall'ex marito, Betty chiede a Don di occuparsi della ragazzina per qualche giorno. Peggy, letto l'articolo di Abe, lo affronta arrabbiata dicendogli che per colpa sua rischia il licenziamento, visto che in esso egli ha menzionato anche la Fillmore Auto Parts. Nota poi che Miss Blankenship, l'anziana segretaria di Don, è seduta alla sua scrivania immobile: la donna è morta, e Joan e Pete portano via la salma cercando di non far accorgere del trambusto i rappresentanti della Fillmore Auto Parts che nel frattempo si trovano in sala riunioni con Don.
Don chiede a Faye di occuparsi di Sally a casa sua: la donna non si trova a suo agio con i bambini, ma accetta. Colpito dalla morte di Miss Blankenship, Roger, depresso, chiede a Joan di cenare con lui: nell'autobiografia che sta registrando, le dice, ella ha una parte come una delle donne più importanti della sua vita. Mentre tornano a casa a piedi, vengono rapinati da un uomo; Joan è sotto choc per l'accaduto e, nel tentativo di calmarla, Roger la bacia. I due fanno l'amore. Il giorno dopo, la donna gli dice che fra loro non può esserci una storia, perché è sposata.
Anche se di fronte ad Abe non ha voluto ammetterlo, Peggy è d'accordo con le idee espresse nell'articolo di lui, e prova a suggerire a Don alcune mosse per migliorare l'immagine della Fillmore Auto Parts fra i neri del Sud: Don però replica che non è compito loro combattere i pregiudizi razziali dei loro clienti. Betty si presenta in ufficio per riportare a casa Sally, la ragazzina reagisce con rabbia perché desiderava rimanere con il padre, corre via e inciampa: solo l'intervento della segretaria Megan riesce a calmarla. Dopo che Sally e Betty sono partite, Faye dice a Don di non essere brava con i ragazzini. Joyce, venuta a trovare Peggy, le dice che Abe è un uomo cui vale la pena dare una possibilità. A fine giornata, Peggy, Joan e Faye lasciano insieme l'ufficio.
- Guest star: Robert Morse (Bertram Cooper), Cara Buono (Faye Miller), Zosia Mamet (Joyce Ramsay), Charlie Hofheimer (Abe Drexler)

## Indagini
- Titolo originale: Hands and Knees
- Diretto da: Lynn Shelton
- Scritto da: Jonathan Abrahams e Matthew Weiner

### Trama
Joan rivela a Roger di essere incinta, e che il figlio è sicuramente suo, dato che Greg è partito da troppo tempo. Sally intanto è felicissima perché il padre ha promesso di portarla a un concerto dei Beatles. Il padre di Lane, Robert Pryce, arriva a New York per convincerlo a tornare a Londra dalla famiglia: Lane rifiuta, ma organizza una serata col padre, cui invita anche Don: i tre uomini vanno in un club, dove Lane presenta al padre una coniglietta di Playboy di colore, di nome Toni, che lavora come cameriera.
Il paziente lavoro di Pete di corteggiamento della North American Aviation, iniziato anni prima, nel 1962, nel corso di una convention in California (episodio Jet Set della seconda stagione), sta finalmente dando i suoi frutti: il colosso dell'aviazione sta per diventare un cliente della Sterling Cooper Draper Pryce. Il giorno successivo, Betty riceve la visita di due funzionari governativi, venuti a farle domande di routine sul conto del suo ex marito: si tratta della prassi normale, visto che l'agenzia dell'uomo ha chiesto di lavorare per l'aviazione americana. Betty, tesissima, risponde alle domande non rivelando nulla del segreto di Don (il cambio di identità da Dick Whitman a Don Draper): dopo la partenza degli investigatori, avvisa subito Don. Nervosissimo, Don apprende che tutto è stato causato da un modulo compilato dalla sua segretaria Megan (che sostituisce la defunta Miss Blankenship) e da lui firmato senza leggerlo, perché conteneva informazioni standard.
Toni, per Lane, non è una semplice cameriera, ma la sua nuova ragazza: egli ha portato il padre al club perché voleva che la conoscesse, ma ora promette alla donna di organizzare un incontro più tradizionale. Roger e Joan si recano da un medico per parlare della gravidanza di lei, e questi suggerisce loro il nome di un collega che pratica aborti. La donna dice all'uomo che vi si recherà da sola.
Don, preoccupato per le indagini che verranno fatte sul suo conto, chiede a Pete, che assieme a Cooper è l'unico in ufficio a conoscere il suo segreto, di bloccarle: Pete promette di chiedere aiuto a un suo amico che lavora al Dipartimento della Difesa. Di fronte alla prospettiva di rinunciare al contratto, Pete reagisce con disappunto: è un affare di milioni di dollari, cui lavora da tre anni. Don però è irremovibile. Egli chiama anche il suo avvocato per prendere le necessarie disposizioni per il sostentamento dei suoi figli nel caso sia costretto a scappare in tutta fretta per evitare l'arresto per diserzione e furto d'identità.
Nello studio medico, Joan consola una madre che ha accompagnato la figlia diciassettenne ad abortire: la donna pensa che anche Joan sia lì per scortare la figlia. Nel frattempo, Roger va a cena con Lee Garner Jr., e da questi riceve la sconcertante notizia che la Lucky Strike ha deciso di lasciare la Sterling Cooper Draper Pryce: cosciente che questa perdita potrebbe mettere in ginocchio l'agenzia, Roger lo prega di aspettare un mese prima di rendere pubblica la cosa, in modo che nel frattempo egli abbia il tempo di trovare alternative. Lee accetta.
Faye nota che Don ha un aspetto terribile e lo accompagna a casa: sul pianerottolo, Don incrocia due uomini e, convinto erroneamente che siano venuti ad arrestarlo, ha un attacco di panico. Rivela quindi a Faye la verità sul suo passato. Nel frattempo, Lane presenta Toni a suo padre, che però è fortemente contrario a quell'unione, giungendo persino a picchiare il figlio col suo bastone, ordinandogli di tornare in Inghilterra con lui. Roger intanto sta telefonando a tutti i suoi vecchi clienti per trovare qualcuno che rimpiazzi la perdita della Lucky Strike.
La mattina seguente, Pete va a casa di Don, trovandovi Faye. Dopo che la donna è partita, Don gli dice nuovamente che l'unico modo per bloccare le indagini su di lui è rinunciare del tutto al contratto. Durante un incontro con gli altri dirigenti dell'agenzia, Roger, Cooper e Lane, Pete dà allora la notizia che l'affare con la North American Aviation è sfumato, adducendo come motivo un errore nelle pratiche da lui commesso e prendendosene la responsabilità: Roger, l'unico a sapere che quell'occasione mancata è più grave di quanto gli altri pensino a causa della contemporanea perdita della Lucky Strike, lo rimprovera con una violenza inaudita, e Cooper pretende che si scusi con Pete. Lane rassicura tutti dicendo che anche senza la North American Aviation gli affari vanno bene, quindi annuncia che dovrà tornare a Londra per qualche tempo. Roger non rivela nulla di quanto ha saputo da Lee Garner Jr., anzi, dice che con la Lucky Strike non ci sono problemi.
- Guest star: Robert Morse (Bertram Cooper), Cara Buono (Faye Miller), Christopher Stanley (Henry Francis), Alison Brie (Trudy Campbell), Darren Pettie (Lee Garner Jr.), Jessica Paré (Megan), William Morgan Sheppard (Robert Pryce)

## Piani di sopravvivenza
- Titolo originale: Chinese Wall
- Diretto da: Phil Abraham
- Scritto da: Erin Levy

### Trama
Peggy e Abe si incontrano una notte sulla spiaggia. Più tardi, nell'appartamento di lei, vanno a letto insieme. A cena con la fidanzata e i futuri suoceri, Ken viene a sapere che la Lucky Strike lascerà la Sterling Cooper Draper Pryce: subito si reca in ospedale da Pete, la cui moglie Trudy nel frattempo è entrata in travaglio: Roger è irreperibile, pertanto i due avvisano Don e Cooper (Lane è in Inghilterra). Tutti si incontrano quella stessa notte in ufficio: arriva infine anche Roger, che finge di telefonare a Lee Garner Jr. (ma in realtà dopo aver composto il numero ha interrotto la comunicazione) e può così finalmente confermare la notizia, senza dire che lo sapeva da tempo. Si offre di andare di persona da Lee Garner Jr. in Carolina del Nord per provare a fargli cambiare idea.
Tornato in ospedale, Pete informa degli ultimi sviluppi il suocero, e questi gli consiglia di abbandonare una nave che sta affondando. Roger in realtà non è partito da New York, e da una stanza d'albergo telefona a Cooper per dirgli che non ci sono più speranze: Cooper, Don e Pete avvisano gli altri impiegati del momento difficile, ma li incoraggiano anche ad avere fiducia. Roger rivela alla sola Joan la verità, e cioè che sapeva da tempo della Lucky Strike e che al momento si trova a New York, sperando che l'amica si rechi da lui per confortarlo, ma Joan è seccata della pusillanimità dell'uomo.
Assieme a Stan e Danny, Peggy sta lavorando a una campagna per la Playtex, quando Abe viene a trovarla a sorpresa e i due si chiudono nel suo ufficio. Nel frattempo, la notizia della crisi della Sterling Cooper Draper Pryce, che potrebbe portare al suo fallimento, sta seminando il panico fra i clienti: Ken e Pete sono incaricati di rassicurarli, ma non riescono a impedire che molti di loro si dileguino: Don rimprovera Pete dicendo che non si sta impegnando a sufficienza perché distratto dal pensiero del parto della moglie, che presenta alcune complicanze. Arrabbiato, Pete lascia l'ufficio e torna in ospedale, dove trova ad attenderlo Ted Chaough, che gli offre un posto alla sua agenzia, la CGC.
Don chiede aiuto a Faye: se nel suo lavoro di consulente per le ricerche presso altre agenzie pubblicitarie è venuta a sapere che dei clienti sono insoddisfatti, deve dirglielo: la donna però rifiuta perché le sembra scorretto, e perché non vuole mescolare lavoro e vita privata.
Peggy ha un battibecco con Stan, che cerca di baciarla: per vendicarsi, l'uomo non le dice che ha del rossetto sui denti prima di una presentazione a dei clienti della Playtex. Roger, tornato dal suo finto viaggio, comunica il suo fallimento: Don lo rimprovera per non aver curato a sufficienza il suo unico cliente, sottolineando che Pete, al posto suo, non avrebbe fatto quell'errore. Entra Megan, che annuncia a Pete la nascita della sua bambina: seppure contento, Pete non ha tempo di recarsi in ospedale, perché ci sarà il funerale di un influente agente pubblicitario, e lui, Don e Freddy hanno intenzione di andarci per tentare di prendere contatti con i suoi ex clienti. Tornato in ufficio, Don si trattiene fino a notte fonda per lavorare, e Megan si offre di fargli compagnia: i due si baciano, ma Don teme che si ripeta la spiacevole storia con Allison. La ragazza lo rassicura dicendogli che non succederà, e i due fanno l'amore. Tornato a casa, Don trova Faye ad aspettarlo: venendo meno ai suoi principî, la donna ha organizzato per lui un incontro con un potenziale cliente.
- Guest star: Robert Morse (Bertram Cooper), Cara Buono (Faye Miller), Joel Murray (Freddy Rumsen), Jessica Paré (Megan), Charlie Hofheimer (Abe Drexler), Kevin Rahm (Ted Chaough), Peyton List (Jane Sterling), Danny Strong (Danny Siegel)

## Fumo negli occhi
- Titolo originale: Blowing Smoke
- Diretto da: John Slattery
- Scritto da: Andre Jacquemetton e Maria Jacquemetton

### Trama
Lane avvisa Pete che l'agenzia, per tagliare le spese, dovrà ridurre il personale. Sally si incontra di nascosto con Glen Bishop: la ragazzina continua a vedere regolarmente la dott.ssa Edna, che è soddisfatta dei suoi progressi. Don incontra per caso la sua ex amante, la pittrice Midge Daniels, e l'accompagna a casa. La donna vorrebbe vendergli uno dei suoi quadri, e ammette di aver bisogno di denaro perché è diventata dipendente dall'eroina: Don, impietosito, compra un dipinto e se ne va.
Parlando con Betty, la dott.ssa Edna suggerisce con tatto che forse anche a lei servirebbero delle sedute di psicoterapia, ma la donna rifiuta. La situazione della Sterling Cooper Draper Pryce è sempre più critica: i vecchi clienti se ne vanno spaventati, ed è quasi impossibile attirarne di nuovi: anche la Philip Morris, contattata da Don, non è interessata. Lane chiede che i quattro soci, lui, Cooper, Roger, Don e Pete, contribuiscano a rimpinguare le casse dell'agenzia: la quota sarà di 100.000 dollari per Don, Roger e Cooper, di 50.000 per Lane e Pete. Per Pete la spesa è insostenibile, essendo diventato da poco padre di una bambina, ma Cooper gli ricorda che vi è obbligato a termini del contratto. Pete dice a Don che non ha tutti quei soldi: a casa, la moglie Trudy gli vieta di usare i loro risparmi per andare in soccorso dell'agenzia.
Accogliendo un suggerimento di Peggy, Don, all'insaputa degli altri partner, fa pubblicare sul New York Times un annuncio in cui dichiara che la Sterling Cooper Draper Pryce ha volontariamente abbandonato la Lucky Strike, perché non ha più intenzione di pubblicizzare tabacco. Roger, Cooper e gli altri la giudicano una follia: anche il rivale di Don, Ted Chaough, lo ritiene un errore fatale. Per la rabbia, Cooper si dimette. Soltanto Megan ha capito il senso del messaggio: far credere che la decisione sia partita da loro, non che siano stati scaricati.
Betty sorprende Sally e Glen insieme e proibisce alla figlia di frequentare il ragazzino. Faye non potrà più lavorare per la Sterling Cooper Draper Pryce perché il suo istituto di ricerca non vuole alienarsi i favori delle industrie del tabacco: per la donna non è una cattiva notizia, ora lei e Don potranno frequentarsi apertamente. Andando via, ha un ultimo amichevole colloquio con Peggy, che le esprime la sua ammirazione per il modo con cui è riuscita a guadagnarsi il rispetto sul lavoro.
A cena, Betty dice a Henry che è arrivato per loro il momento di trasferirsi altrove: Sally se ne rattrista perché così non potrà più vedere l'amico. L'annuncio di Don ha fatto sì che l'agenzia sia contattata dall'American Cancer Society per una campagna contro il fumo: rispetto ai contratti milionari con le industrie del tabacco, è poca cosa, ma in questo periodo è meglio che niente. Pete dice a Lane che non può dare la sua quota di 50.000 dollari, ma Lane lo informa che Don ha già pagato al posto suo: Pete scambia uno sguardo con Don, ringraziandolo per avergli restituito il favore (per evitare che il segreto di Don venisse scoperto, poco tempo prima Pete aveva mandato a monte un contratto con la North American Aviation assumendosene la colpa). Nel frattempo, arriva il momento di fare i primi licenziamenti.
- Guest star: Robert Morse (Bertram Cooper), Cara Buono (Faye Miller), Christopher Stanley (Henry Francis), Jessica Paré (Megan), Alison Brie (Trudy Campbell), Kevin Rahm (Ted Chaough), Rosemarie DeWitt (Midge Daniels), Danny Strong (Danny Siegel)
- Questo episodio non è da confondere con quello omonimo della prima stagione.

## Guardare al futuro
- Titolo originale: Tomorrowland
- Diretto da: Matthew Weiner
- Scritto da: Jonathan Igla e Matthew Weiner

### Trama
Don sta per partire per la California con i figli, e saluta Faye teneramente. Lane promuove Joan, anche se non può al momento aumentarle lo stipendio. In un incontro con l'American Cancer Society, Don propone le sue idee per una campagna anti-fumo. Pete, Roger e Don chiedono a Ken di sfruttare le conoscenze del suo futuro suocero per favorire l'agenzia, ma egli non ha intenzione di mischiare lavoro e vita privata, e rifiuta. A casa di Betty, mentre ella è assente Carla permette a Glen di entrare in camera di Sally per salutarla, Betty lo scopre e, arrabbiata, licenzia la fedele governante. A questo punto Don si trova in difficoltà perché non sa a chi affidare i figli durante il loro prossimo viaggio: alla fine propone a Megan di venire con loro per fare da baby-sitter, e la ragazza accetta.
Tramite Joyce e una modella sua amica Peggy ottiene un incontro con una casa produttrice di biancheria intima: grazie al suo impegno riesce ad assicurare un nuovo contratto alla Sterling Cooper Draper Pryce in un momento così delicato. In California, Megan si dimostra bravissima con i bambini; assieme ai figli Don visita per un'ultima volta la casa di Anna, e Stephanie gli dà l'anello di fidanzamento che la defunta zia aveva ricevuto dal vero Don Draper: Anna voleva che fosse consegnato a lui dopo la sua morte.
A casa, Henry e Betty litigano perché l'uomo non è d'accordo con la decisione impulsiva della moglie di licenziare Carla. Nel frattempo, Don e Megan passano la notte insieme. Al ritorno a New York, Don chiede a Megan di sposarlo: la ragazza, sorpresa e felicissima, accetta subito. L'annuncio del prossimo matrimonio di Don fa passare in secondo piano il successo di Peggy; credendo di farle piacere, Don dice a Peggy che Megan gli ricorda molto lei. In privato, Peggy e Joan commentano sarcasticamente che per una donna è difficile ricevere soddisfazioni sul lavoro: il nuovo contratto ottenuto da Peggy è stato oscurato dall'annuncio di Don, e Joan ha ricevuto una promozione a titolo puramente onorifico.
Don informa per telefono Faye della sua decisione improvvisa di risposarsi con un'altra: in lacrime, la donna commenta che il matrimonio avrà breve durata, perché a lui piace solo l'inizio delle cose. Nel frattempo, al telefono col marito lontano, Joan gli rivela di essere incinta: si scopre così la donna non ha abortito come aveva inizialmente pensato di fare, e che è decisa a far credere a Greg che il figlio sia suo.
Don si reca nella sua vecchia casa, che i Francis hanno ormai svuotato: là vi trova a sorpresa Betty. I due parlano un po', ricordano quando, da giovane coppia, erano andati a vivere lì, e Betty confessa all'ex marito che le cose fra lei e Henry non sono perfette. Don invece le annuncia il suo prossimo matrimonio.
- Guest star: Cara Buono (Faye Miller), Christopher Stanley (Henry Francis), Jessica Paré (Megan), Sam Page (Greg Harris), Anne Dudek (Francine Hanson), Zosia Mamet (Joyce Ramsay)